# Zagrożenie wodne
Zagrożenie wodne – zagrożenie naturalne mogące wystąpić w kopalniach poprzez wdarcie lub niekontrolowany dopływ do wyrobisk wód nagromadzonych w zbiornikach podziemnych lub naziemnych, które nie może być wystarczająco zneutralizowane. 
Źródła takich zagrożeń ze względu na swobodę ruchu wody dzielą się na zagrożenia:
- o nieograniczonej swobodzie ruchu wody: powierzchniowe zbiorniki i cieki, zbiorniki znajdujące się w wyrobiskach oraz pustkach krasowych;
- o ograniczonej swobodzie ruchu wody: zawodnione uskoki, warstwy wodonośne, szczeliny wodonośne, otwory wiertnicze (niezlikwidowane lub niewłaściwie zlikwidowane)[1][2].